# YOU/miss you
《YOU/miss you》，是日本樂團可苦可樂的第3張單曲。2001年11月21日發行。

## 簡介
前作《車轍》約5個月之後發行。出道後第3張單曲。

## 收錄曲目
全作詞、作曲：小淵健太郎；全編曲：笹路正徳
1. YOU
朝日電視台《Best position SPORTS》的主題曲
2. miss you
朝日電視台《科調所的女法研 第3季》的主題曲
3. 落在海中的雪 （海に降る雪）
4. YOU （Instrumental）
5. miss you （Instrumental）
6. 落在海中的雪（Instrumental）

## 外部連結
- YOU/miss you （页面存档备份，存于）